# Geometry of Love
A Geometry of Love Jean-Michel Jarre a Sessions 2000-hez hasonló hangzású albuma, inkább ambient, jazz, chillout stílusban. 
A Velvet Road című szám a 2001. január 1-jén előadott Rendez-Vous in Space koncert anyagából a Children of Space szám változata. A Near Djaina szám címében a Djaina az Adjani név anagrammája.
A borítón Isabelle Adjani vénuszdombjának elpixelesített és 90 fokkal elfordított képe látható, aki akkor éppen a barátnője volt.
A lemezt 2000 példányban nyomták ki.

## Számlista
1. Pleasure Principle – 6:15
2. Geometry Of Love Part 1 – 3:51
3. Soul Intrusion – 4:45
4. Electric Flesh – 6:01
5. Skin Paradox – 6:17
6. Velvet Road – 5:54
7. Near Djaina – 5:01
8. Geometry Of Love Part 2 – 4:06